# 뱅크스 (가수)
뱅크스(Banks, 1988년 6월 15일 ~ )는 미국의 싱어송라이터이다.

## 음반 목록
- Goddess (2014)
- The Altar (2016)